# Hammerhead
„Hammerhead” – pierwszy singel z ósmego studyjnego albumu The Offspring Rise and Fall, Rage and Grace. Piosenka została wykonana jako pierwsza na Sumer Sonic Festiwal w 2007 roku.
Piosenka miała pierwotnie trafić do radia 6 maja. Jednakże światowa premiera utworu miała miejsce 2 maja w stacji KROQ. 5 maja The Offspring na oficjalnej stronie internetowej umożliwił darmowe pobieranie utworu w formacie mp3, w bardzo podobnym stylu jak „Original Prankster” (Conspiracy of One z 2000 roku). W celu pobrania piosenki, użytkownicy byli zobowiązani do podania adresu e-mail, aby otrzymać link do wysokiej jakości utworu w formacie mp3.

## Znaczenie piosenki
Według wokalisty i gitarzysty Dextera Hollanda piosenka opowiada o przemocy w instytucjach edukacyjnych. Potwierdzają to zamykające piosenkę słowa: „and you can all hide behind your desks now/and you can cry teacher come help me”. Gitarzysta prowadzący Kevin 'Noodles' Wasserman rozwija to, stwierdzając, że początkowe wersy są z perspektywy żołnierza, który wierzy, że wszystko robi dla lepszego dobra – „take a life that others may live”. On został zaatakowany przez ogromną siłę (Hammerhead – „it hammers in my head”) w swoim umyśle, która czyni go oszukanym. Prawdziwe sedno utworu, że narratorem jest faktycznie szkolny terrorysta, zostaje ujawnione pod koniec utworu.

## Teledysk

### Konkurs na teledysk
Zespół stworzył konkurs dla fanów na stworzenie własnego klipu do utworu z własnych oryginalnych materiałów. W tym celu została stworzona specjalna grupa na YouTube. Zespół wybrał ulubione video, a zwycięzca otrzymał nagrodę 10000 dolarów. Konkurs był przeznaczony tylko dla mieszkańców USA.

### Klip
Teledysk wyreżyserował Tektonik, a zadebiutował on na stronie IGN 9 czerwca.
Klip został całkowicie wykonany w technice CGI. Podobnie, jak w teledysku do piosenki „Hit That”, nie pojawiają się w nim członkowie zespołu. Klip ten jest jednak bardziej artystyczny w swoim wyglądzie. Odpowiedzi na teledysk były wymieszane. Klip został negatywnie przyjęty na oficjalnym forum zespołu, ale miał więcej pozytywnych odpowiedzi na YouTube, choć sądząc po licznych negatywnych komentarzach (przeważających nad pozytywnymi) samego teledysku, trudno rozeznać, czy dobra ocena jest w odpowiedziach na klip, czy na samą piosenkę.
Zawiera zapatrywanie przeciwne wojnie i przemocy, reprezentowane przez symbole zawarte w mechanicznych zwierzętach,  takich jak psy roboty, świnie i słonie reprezentujące polityków oraz w podstępnych wojownikach, którzy potem zamieniają się w ptaki lecące w kierunku zachodu słońca w zakończeniu piosenki. Inne wydarzenia to: żołnierz mający rozkaz przeskoczyć do swojej śmierci, dzieci bawiące się w łapanie bomby i rzecznik w papierowym kapelusz mówiący do wściekłych reporterów. Klip jest w ciemnej tonacji o niebieskim zabarwieniu, wydaje się celowo postarzony i uszkodzony.

## Przyjęcie piosenki
Reakcja na piosenkę była ogólnie pozytywna. Opisując go jako „dobry zwiastun” bazujący na albumie, Michael Roffman z Consequence of Sound powiedział także, że piosenka „pracuje lirycznie”, i że „Holland nie zabrzmiał dosyć szczerze od czasu zaoferowania bardzo dobrej Americany”. Richard Cromelin z Los Angeles Times potwierdza, że „Hammerhead” ma najmocniejszy tekst z albumu, a The Dreaded Press chwali, że „mocne uderzenia bębnów” w piosence i „gwałtowne wycie” Dextera dają „zaskakująco świeży” rezultat. Jednakże Chris Fallon z AbsolutePunk.net stwierdza, że piosenka jest zbyt długa, a Roffma komentuje później, że „banalne riffy” doprowadziły do braku zachwytu piosenką.